# Bollenhut

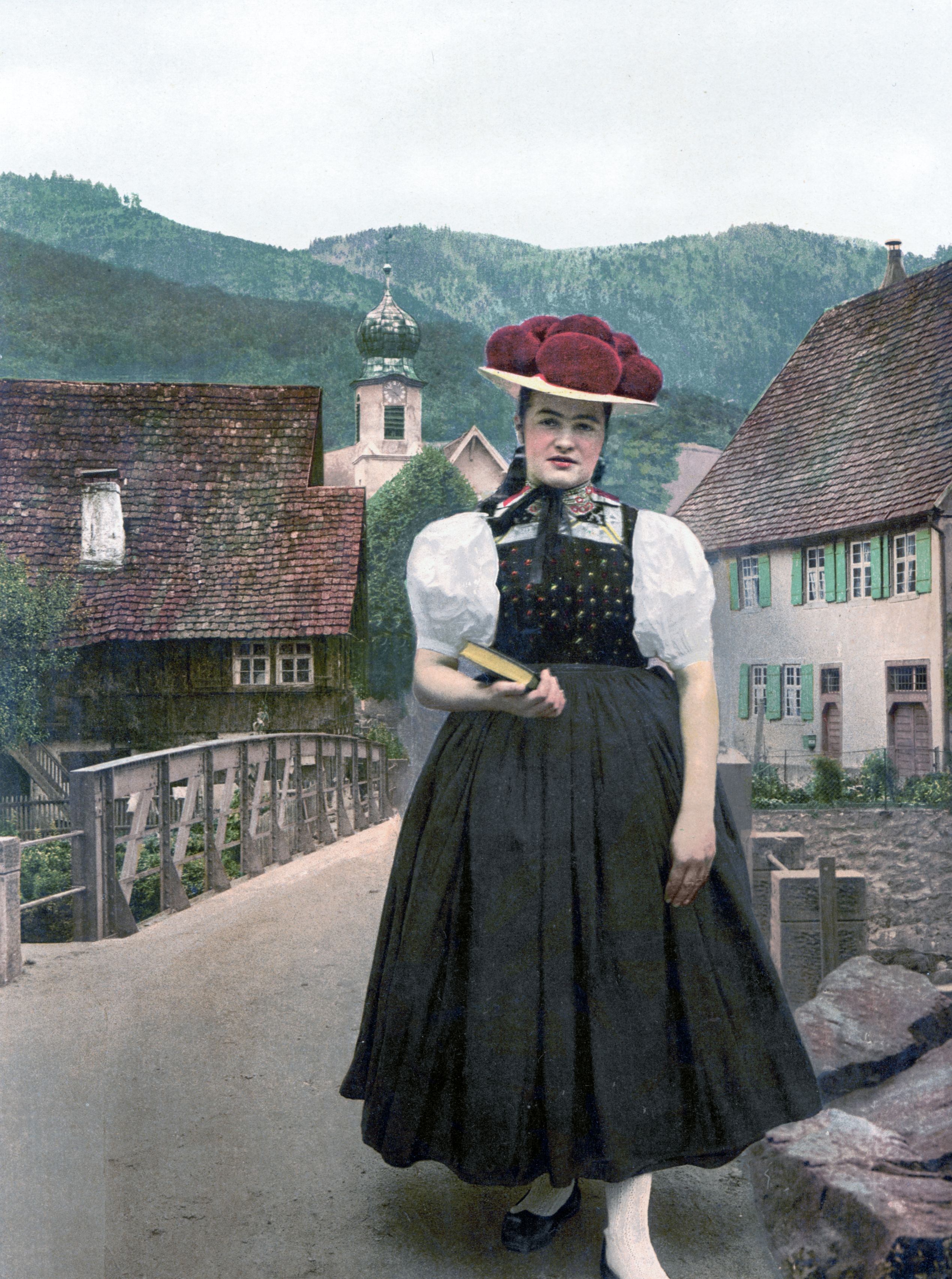
Donna nella Foresta Nera, 1898.

Un Bollenhut (pronuncia in tedesco: [ˈBɔlənˌhuːt], e letteralmente "cappello a sfera") è un copricapo formale con caratteristici pompon di lana indossato dalla seconda metà del XVIII secolo dalle donne protestanti; questo copricapo era parte del loro costume popolare, il Tracht, nei tre villaggi adiacenti della Foresta Nera di Gutach, Kirnbach e Hornberg-Reichenbach. Il Bollenhut rosso è diventato col tempo un simbolo della Foresta Nera nel suo complesso, nonostante fosse utilizzato all'inizio soltanto in una ristretta area locale. Si dice, inoltre, che i pompon rossi e la tesa bianca del Bollenhut abbiano ispirato lo strato superiore della Torta della Foresta Nera.

## Il costume popolare
Il Bollenhut è un cappello di paglia imbiancato a tesa larga ed è caratterizzato da 14 pompon di lana prominenti disposti a forma di croce. Tuttavia, di questi pompon soltanto undici sono visibili, perché i rimanenti tre sono coperti da quelli in alto. Sotto il Bollenhut si indossa una cuffia di seta che viene legata sotto il mento della donna. La tradizione assegna un significato specifico al colore dei pompon: infatti, le donne nubili indossano i pompon di colore rosso, alle donne sposate è permesso indossare i pompon neri, le donne anziane, le vedove e le ragazze prima della cresima indossano, invece, soltanto la cuffia. Il Bollenhut ha un peso variabile e può raggiungere i 2 chilogrammi. La sua produzione è affidata al lavoro delle modiste. Il Bollenhut rosso può essere indossato per la prima volta dalle ragazze alla loro confermazione.
Oggi il Bollenhut viene indossato soltanto durante le vacanze e in occasione di eventi tradizionali. Nella città di Haslach im Kinzigtal, nel Museo dei Costumi della Foresta Nera, vengono messi in mostra esemplari di Bollenhut, così come di altri costumi della tradizione locale, visibili tutto l'anno ai visitatori.

## Da copricapo locale a simbolo della Foresta Nera

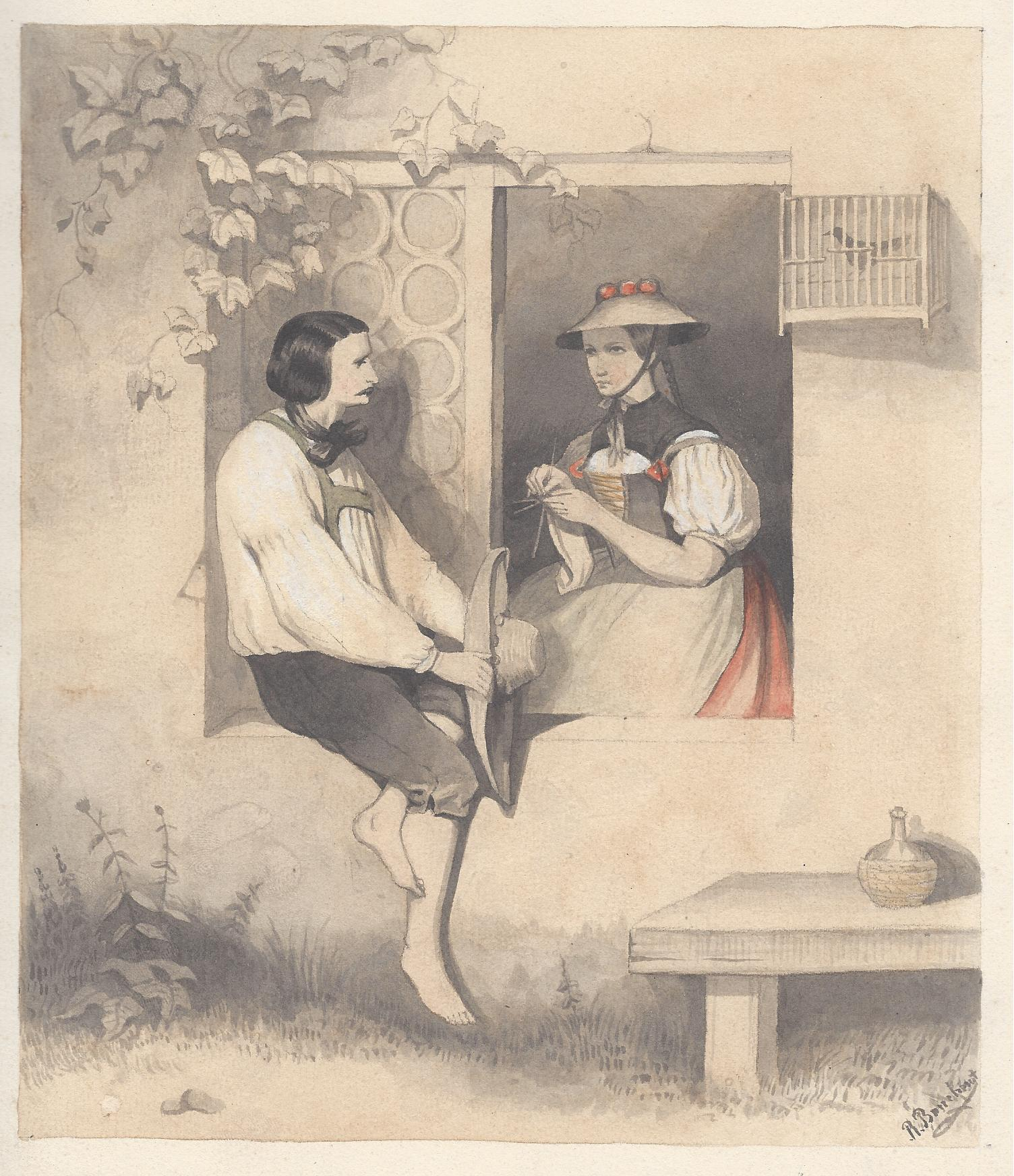
Théodore Valerio, Coppia di Hornberg, 1841

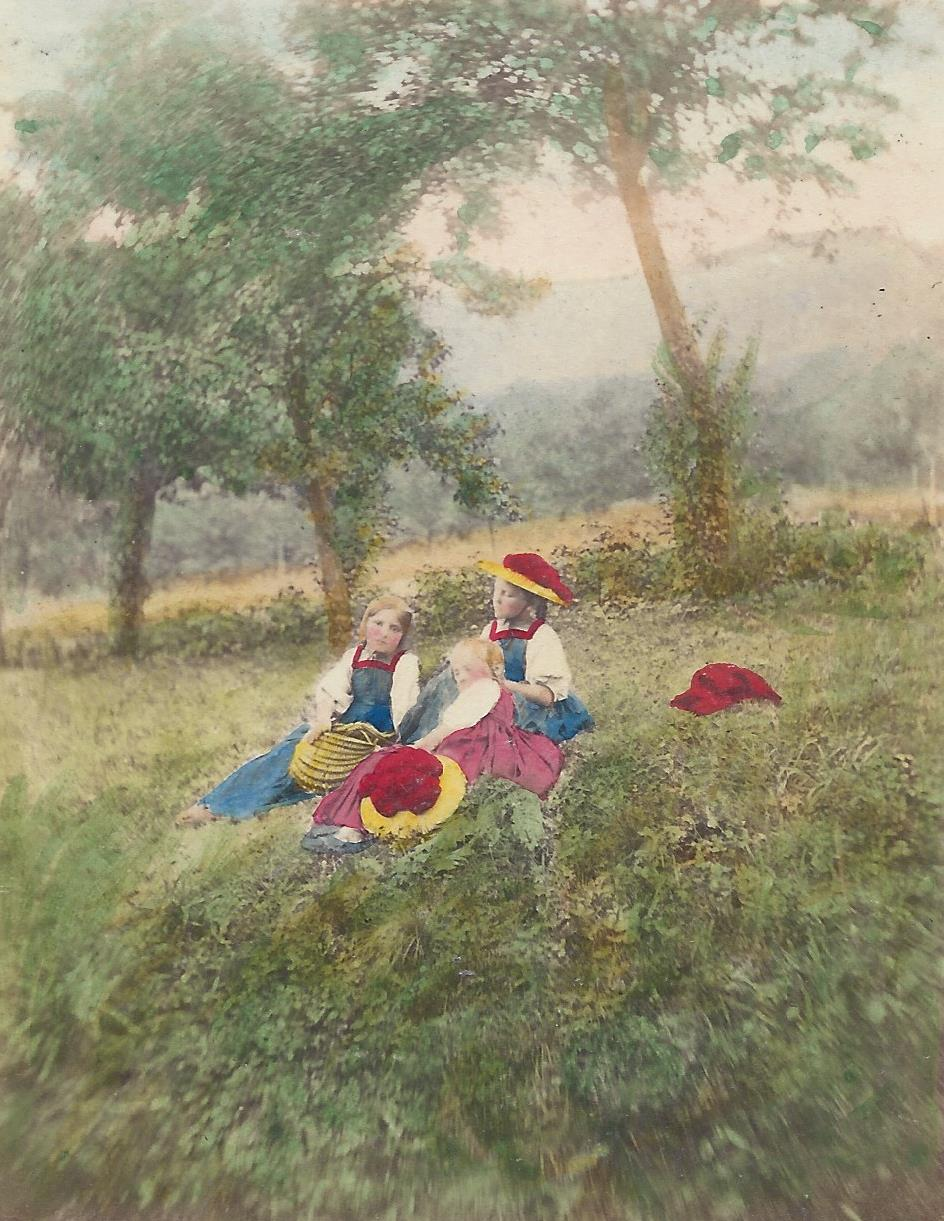
Ludovico Wolfgang Hart, Tre ragazze di Gutach, 1864

Alla fine del XVIII secolo, diversi furono i cappelli associati al costume popolare della Foresta Nera. Questi tipi di cappelli, che erano conosciuti in tutta Europa, caddero gradualmente in disuso entro la metà del secolo successivo. Nel 1841, a seguito di un viaggio di studio nella Foresta Nera, Théodore Valerio pubblicò una litografia di una coppia di Hornberg che indossava il costume locale: fu la prima volta che in Francia si mostrò un'immagine del Bollenhut. 
Dopo che Gutach fu collegata alla Ferrovia della Foresta Nera di Baden nel 1873, artisti come Wilhelm Hasemann, Curt Liebich e Fritz Reiss vi si stabilirono, formando la cosiddetta colonia di artisti di Gutach. Costoro si cimentarono nel ritrarre il costume tradizionale di Gutach come loro soggetto artistico. Le loro opere sono state ampiamente distribuite e hanno contribuito a plasmare l'immagine, da un punto di vista folkloristico, dell'intera Foresta Nera. All'inizio del ventesimo secolo fu il dipinto di Hasemann, After Going To Church, a contribuire alla fama del Bollenhut, tant'è che fu ampiamente pubblicizzato sia su riviste illustrate sia sulle cartoline.
Una serie di film prodotti negli anni '50 e '60 (i cosiddetti Heimatfilm) ha alimentato la fama, ancorché errata, del Bollenhut come copricapo tipico di tutta la Foresta Nera. Tra di essi in particolare, il film del 1950 Schwarzwaldmädel, con Sonja Ziemann, che fu tra i primissimi film a colori tedeschi del secondo dopoguerra e uno dei film tedeschi di maggior successo di tutti i tempi con circa 15 milioni di spettatori.